# Saia Rodada
Saia Rodada é uma banda de forró eletrônico, formada em Caraúbas, interior do Rio Grande do Norte, em 2001. Raí Soares nasceu em 25 de março de 1981 no município de Umarizal.

## História

### 1987–2001: Banda de Caraúbas
Por volta de 1987 a 1988 em Caraúbas, Rio Grande do Norte, existia uma banda de nome Roda de Samba Som Brasil, que com o tempo (início dos anos 1990) mudou de nome para Grupo Show Styllus, posteriormente mudou para Alphaset, esta perdurou por mais um pouco de tempo. Ela era formada por um grupo de amigos e familiares, muitos deles da época de Roda de Samba Som Brasil, até que dois irmãos Juninho e Eugênio de Caraúbas, compraram esta banda e passaram a investir de uma forma mais profissional, e assim mudando o nome da banda para Saia Rodada.

### 2001–2004 Começo da Banda
O primeiro CD foi gravado em 2001 contando com três cantores Raí, Poliana e Luiz tendo sucessos "Problema Meu" e "Cara a Cara". Em 2002, a banda lança segundo CD e tinha as vozes de Raí, Poliana e Alessandro contando com os sucessos "Ana Maria" e "Flor do Avelã". Em 2003, a banda lança seu terceiro CD que os principais sucessos são "Melô da Corrinha", "Libera o Toim" e "Não Foge da Raia". Em 2004 a banda lança seu quarto CD tendo em destaque "Bichinha Cheia de Besteira", a partir de então passa mudanças na sua formação com a saída de Alessandro entram Adriely e outra grande vocalista Nathalia Calassans.

### 2005–2006: Primeiro DVD e reconhecimento nacional
Em 2005, a banda lança seu quinto CD emplacando os sucessos "Ponto Final" e "Amar Você é Tão Bom", nesse mesmo ano com a saída de Poliana entra Vânia em seu lugar e a banda grava o seu primeiro DVD no Clube Português em Recife. O trabalho trouxe o sucesso que levou a banda ao reconhecimento nacional. "Coelhinho" interpretado por Raí e Nathalia, fazendo a banda se tornar um fenômeno da época, o CD rendeu respectivamente discos de ouro e platina duplo, pela venda de mais de 100 mil DVDs e mais de 300 mil CDs. No fim de 2005, a banda fundou o projeto "Saia Elétrica" em que uma banda de forró se apresenta em cima de um trio elétrico, projeto criado por Saia Rodada que muitas bandas de forró depois aderiram como Calcinha Preta e Cavaleiros do Forró e Aviões do Forró.
. O primeiro show que colocou o projeto em prática ocorreu em Caruaru, no final do ano Adriely e Vânia se desligam da banda pra integrarem a banda Pick-up de Luxo.

### 2006–2008: Auge do sucesso
Em 2006, a banda lança seu sexto CD gravado com Adriely e Vânia antes de saírem, com os sucessos "Só pra Você", "Filme de Amor e "Promessa de Amor", pouco tempo após o lançamento a banda contrata um novo vocalista: Maico, conhecido pelo seu nome artístico Doidim de Mossoró e logo depois a banda gravou o segundo DVD novamente na cidade de Recife na casa de shows Chevrollet Hall, Nesse segundo DVD, além das músicas gravadas no palco ("Eterno Amor", "Você não Vale Nada", "Dança da Minhoca", "Strip-Tease", "Tô nem ai"), veio uma segunda parte do DVD, "Saia Elétrica", que foi gravada no Recife Indoor. 
No começo de 2007, Maico deixa da banda e entra Poliana Mel que passa poucos meses, mas podendo participar do sétimo CD do Saia Rodada, que junto com os sucessos "Culpado em Partes", "Desprezo Desse Amor", "Rá Tá Tá", "Como É Que É, Não Entendi" conhecido como "Ligação Complicada" e "Amor da Gente", obteve o mais executado da banda em sua história: "Beber, Cair e Levantar", ainda  entram nos vocais Frank Miranda e Meiryane Melo, no dia 4 de novembro de 2007 ocorre a gravação do terceiro DVD em Maceió no Centro de Convenções, contando com as participações de Xandy do Harmonia do Samba, Geraldinho Lins, Asa de Águia e Marcelo Marrone, com sucesso inéditos como "Amor Sem Vergonha", "Mulher Gato", "Um Nós Por Dois Eus" e "Fim de Festa".
Assim como no DVD anterior, também mantém o "Bônus" Saia Elétrica , gravado em João Pessoa (Fest Verão 2008) e no Carnaval de Salvador (Bloco Pinel 2008).

### 2008–2009: Participações e turnê na Europa
Saia Rodada cantou no reveillon da avenida Paulista para mais de 2 milhões de pessoas. No Carnaval, foi a primeira banda de forró estilizado a tocar no Galo da Madrugada, em Recife, e pela segunda vez consecutiva, tocou no Carnaval de Salvador no Bloco Furacão.Em março de 2009 Saia Rodada realizou uma turnê pela Europa, onde cantou em Paris, Londres e Lisboa.

### 2008–2010: Quarto DVD e participações na TV
Em meados de 2009, a banda gravou seu CD de volume 8, contando com grandes sucessos como "Amor Transparente", "Quem Tira Onda Sou Eu" e "Separação", chegando a gravar um DVD promocional em Feira de Santana, na Bahia. No ano seguinte, Maico retorna, e foi contratada mais uma vocalista: Elayne Thyne, gravando o seu quarto DVD em Areia Branca, Rio Grande do Norte, contando com vários sucessos.
Na TV, a banda destaca-se por participar de programas de repercussão nacional, como: Domingão do Faustão, Estação Globo, Domingo Legal, Hoje em Dia, Programa da Hebe, Tudo é Possível, Programa Raul Gil, O Melhor do Brasil, entre outros. Apesar das várias formações, a banda sempre foi reconhecida por sua famosa dupla: Raí Soares e Nathália Calasans. A banda é conhecida em todo Brasil, onde a dupla de vocalistas realizavam diversas brincadeiras com o público, sempre utilizando fetiches sensuais e sexuais, assim, interagindo sempre com seus fãs.
A vocalista Nathália que é considerada a "Eterna Coe]lhinha" costuma em todo DVD lançado pela banda, cantar e dançar com uma determinada fantasia sensual, assim levando o público ao delírio, como no caso das músicas: "Coelhinho" (1º DVD), "Lobo Mal" (2º DVD) e "Mulher Gato" (3º DVD).

### 2011–2012: Saída de Nathália
No começo de 2011, Maico deixa a banda em definitivo. E em fevereiro, a cantora Nathália passa por uma cirurgia nas cordas vocais, sendo sucedida por Luciana Lessa. Ainda neste ano, todos foram surpreendidos com a notícia de que Nathalia deixara a banda para se dedicar em sua carreira solo. Elayne Thyne também deixa a banda para integrar no Forró da Xêta, deixando apenas Raí e Luciana, que em julho afasta-se para cuidar de sua gravidez, não retornando mais para os palcos com Saia Rodada.

### 2012–2014: Mudança na formação e DVD 10 anos
Em 2012, a banda contrata a cantora Jack Beverly Hills e logo depois Aline Reis, formando um novo trio de vocalistas. No ano anterior, a banda comemorou seus 10 anos de carreira, porém estava sendo preparado um novo DVD no ano seguinte. Em março inicia-se os preparativos para a gravação do tão aguardado trabalho comemorativo, e com apenas um mês antes da gravação, Jack Beverly Hills anunciou sua saída da banda através da sua conta do Twitter.
O DVD foi gravado dia 20 de abril de 2012, novamente em Recife, com um repertório nostálgico que marcaram a trajetória da banda e com novas músicas. O diferencial de seus shows frente a concorrência, fica no fato de ter um repertório 100% dançante, completado por um cenário exuberante, coreografia e recursos de multimídia de última geração.

### 2017–presente:Saia Paradisee volta ao auge
Em fevereiro de 2015, Aline Reis deixa a banda, mantendo apenas Raí nos vocais até junho, quando Daysinha Cid é contratada e declarada como parceira provisória do cantor, quando é oficializada no posto permanentemente em dezembro do mesmo ano. Em 2017, a banda gravou o seu sétimo DVD ao vivo, intitulado de Saia Paradise, rodado em Aracaju, Sergipe, lançando em julho um EP com músicas inéditas do novo trabalho, que marcara seu retorno ao auge novamente após anos, trazendo sucessos como "Hoje Eu Não Vou Trabalhar", "Apaga A Luz E Vem Deitar", e "Quero Sentir De Novo", em parceria da dupla Breno & Caio Cesar.
Em junho de 2018, Saia Rodada lança sua aposta, "Filho do Mato". O lançamento do seu clipe, já soma mais de 152 milhões de visualizações no YouTube, uma marca histórica para a banda na plataforma de vídeos, trazendo novamente a banda ao auge do seu sucesso. Além do CD promocional de São João, que chegou a quase 20 milhões de plays e somando quase 900 mil downloads, batendo todos os recordes, a banda fez história no Sua Música, tornando o CD mais ouvido com quase 30 milhões de plays com o promocional de julho 2018.

#### De volta ao primeiro lugar
Bombando nas rádios de todo o país com o hit ‘Bebe e Vem Me Procurar’, a banda Saia Rodada comemora mais uma grande conquista. O CD lançado em abril de 2019 é o mais ouvido de toda história da plataforma Sua Música.
O trabalho superou de longe o promocional ‘Segue o Líder’ de Wesley Safadão. Até o momento o ‘Saia Rodada - Update 2019.2’ já ultrapassou a incrível marca de 64 milhões de plays. Em terceiro lugar, Wesley Safadão com mais de 42 milhões de plays. Recentemente a banda Saia Rodada fechou contrato com a gravadora nacional Som Livre. O clipe da canção ‘Bebe e Vem Me Procurar’ já ultrapassou a marca de 150 milhões de visualizações e está entre as 03 mais tocadas da Região Nordeste.

## Discografia

### CDs
- 2001: O Balanço Mais Gostoso do Forró - Vol. 1
- 2002: O Balanço Mais Gostoso do Forró - Vol. 2
- 2003: Melô da Corrinha - Vol. 3
- 2004: Bichinha Cheia de Besteira - Vol. 4
- 2005: Ponto Final - Vol. 5
- 2006: Ao Vivo - Vol.06
- 2007: Ao Vivo - Vol.07
- 2009: Vol.08
- 2012: Vol.09
- 2012: Vol.10
- 2021: Som No Talo [2]

### DVDs
- 2005: Ao Vivo Em Recife
- 2006: Ao Vivo No Chevrolet Hall
- 2007: Saia Rodada - 100% Saia Rodada
- 2008: Nossa Festa - Ao Vivo Em Maceió
- 2010: Ao Vivo Em Areia Branca
- 2012: 10 Anos Ao Vivo em Recife
- 2017: Saia Rodada Paradise

### Promocionais
- 2009: Ao Vivo em Feira de Santana
- 2012: Ao Vivo em Caraúbas
- 2015: 15 Anos - Ao Vivo em Caraúbas
- 2017: Ao Vivo em Caraúbas
- 2018: Saia Rodada - CD Promo 18.6
- 2019: Saia Rodada - Update 2019.2
- 2020: Rai Saia Rodada - Saia Summer 2020

## Formação
- Raí Soares (2001-presente)

### Vocais
- Luiz (2001)
- Poliana (2001-2005)
- Alessandro (2002-2003)
- Vânia Santos (2005)
- Andriely (2003-2005)
- Poliana Mel (2006-2007)
- Frank Miranda (2007)
- Vini Show (2008)
- Meiryane (2007-2008)
- Janaína Alves (2009)
- Joseane (2009)
- Luciana Lessa (2011)
- Elayne Thyne (2010-2011)
- Maicon Castro "Doidim de Mossoró" (2006; 2010-2011)
- Nathalia Calasans (2004-2011)
- Jack Kettylle (2011-2012)
- Aline Reis (2012-2015)
- Fellyphe Jackson (Back) (2012-2015)
- Daysinha Cid (2015-2017)
- Raí Soares (2020)

#### Bateria
- Majuli Fernandes (2001-2004)
- Batoré "Pé de Ferro" (2004-2007)
- Hudson Batera (2008-2009-2012)
- Xaropinho (2010-2011-Atualmente)
- Pingo Batera (2013-2016)
- Pincel Batera (2016-2019)
- Mark Batera (2019-2020)

#### Percussão
- Lima Neto (2001-atualmente)

#### Sanfona
- Ivan Fernandes (2001-2004)
- Denis Silva (2004-2006)
- Rômulo Sales (2006-2008)
- Nego Jackson (2009)
- Zé Ivan (2010-2013)
- Augusto (2013-2016)

#### Teclado
- Ronaldo (2001-2005)
- Benedito (2006-atualmente)

#### Guitarra
- Clécio (2001-2018)
- Fabio Lima (2019-atualmente)

#### Baixo
- João (2001-2003)
- Nélio Cigano (2004-atualmente)

#### Sax
- Juca Tigre (2001-2005)
- Fabrício (2006-2013)
- Douglas Arruda (2013-atualmente)

#### Trompete
- Berg (2001-2005)
- Marquinhos (2006-atualmente)

#### Trombone
- Costinha (2001-2017)

#### Backing Vocal
- Ellaine Torres (2008-2015)
- Dalio (2008-2009-2010-2016)
- Ninajara Fernandes (2011)
- Fellyphe Jackson (2012-2015)